# 鹿港城隍廟
鹿港城隍廟位於臺灣彰化縣鹿港鎮，是一間民祀城隍廟，舊稱鰲亭宮，是「鹿港不見天街」上唯一的閤港大廟，於1985年11月25日公告為縣定古蹟。該廟所供奉的城隍是從福建石獅城隍廟（泉州府晉江縣石獅鄉，今日石獅市）分靈而來，而石獅城隍廟又是自永寧城隍廟分靈而來。而由於永寧城隍在明初時受封為「忠祐侯」，鹿港城隍廟便沿用此稱號，而與一般常見的城隍稱號有別。

## 沿革
鹿港城隍廟所供奉的神像由來據說是康熙初年一位在鹿港開設「日興行」的永寧（泉州府晉江縣石獅鄉永寧衛，今日石獅市）高姓商人因貨物失竊，而自故鄉請城隍來捉拿竊賊。後來竊賊不久後便人贓俱獲，而城隍也自此留在鹿港。
不過該廟興建於何時，則有不同說法，依照《寺廟臺帳》的說法，該廟興建於乾隆十九年（1754年），再加上該廟為熱鬧的「不見天街」上卻能在密集的街屋間建有俗稱「飫鬼埕」的廣大廟埕及廟側隘門，而使這一說法得到支持。另一說則為道光十九年（1839年），可能是基於該廟現存最早的文物為道光十九年立的一對石柱而推定。目前廟方與文化局等單位採用的說法是後者。
該廟在道光廿八年（1848年）時受到大地震波及而嚴重受損，由於當時仍為鹿港的全盛時期，故得到地方的大力支援而迅速重建完成。而在此之後，城隍廟約每三、四十年重修一次。然而在進入日治時期後，城隍廟在昭和九年（1934年）因市街改正而拆除了前面部分，並改建成石棉屋頂的圓山牆街屋立面。直到民國八十二年到八十六年間（1993年－1997年）的整建工程完成後，才將廟門部分改回傳統型式。

## 建築
過去的城隍廟廟前有俗稱「飫鬼埕」的廟埕，而後是三川殿、前拜殿、正殿、後拜殿與後殿，而在市街改正時，前拜殿起的部分全被拆除，並在正殿前蓋起圓山牆立面。至於目前已將山牆拆除，改回三川殿（約在原本前拜殿的位置上）。
該廟屋頂同時採用筒瓦與板瓦，而在三川殿屋頂上的垂脊「下馬路」內外兩側設置一排瓦當與鋪水的作法，亦為該廟一大特色。此一作法除了此廟外，在臺灣僅有彰化孔廟大成殿用過。